# Florimont/Chissiez
Florimont/Chissiez ist ein Quartier der Schweizer Stadt Lausanne. Es befindet sich im Südosten der Stadt.
Der Stadtteil selbst ist wiederum in drei Sektoren aufgeteilt. Es sind dies Florimont, Av. Rambert und Chissiez. Auf einer Fläche von 0.466 km² wohnten im Jahr 2018 rund 5994 Einwohner.

## Lage
Florimont/Chissiez wird von vielen jungen Leuten bewohnt und geht beinahe nahtlos in den Vorort Pully über. Die Vuachère verläuft entlang der östlichen und südöstlichen Grenzen des Stadtviertels und bildet so eine natürliche Grenze zur Stadt Pully.

## Öffentliche Verkehrsmittel
Die Buslinien 1, 4, 8, 9 und 25 der Transports publics de la région lausannoise durchqueren den Stadtteil. Der Bahnhof Lausanne liegt unmittelbar westlich an das Quartier angrenzend. In der Nähe des Stadtteils, in Pully, existiert ein Bahnhof der SBB.

## Bauwerke und Sehenswürdigkeiten
In dem Stadtteil befindet sich der 1910 eingeweihte botanische Spazierweg Promenade Jean-Jacques-Mercier. Genfersee und die Savoyer Alpen sind von Florimont/Chissiez aus sehr gut zu sehen.